# 戴建业 (1956年)
戴建业（1956年—），湖北麻城人，毕业于华中师范大学，现在是华中师范大学文学院古代文学教研室教授、博士生导师、古典文学学科组长、学科带头人。2018年10月，因课堂上讲授古代诗词的视频上传到抖音之后走红，被誉为“网红教授”。

## 生平
1956年，戴建业出生在湖北省麻城市的农村，父亲给他取名“建业”，希冀他可以“踏踏实实建功立业”。戴建业学生时代爱好数学，1973年母校夫子河中学的一场数学竞赛上，在2000多人中他得到了第三名。高中数学老师阮超珍毕业于华中师范学院（现华中师范大学），看到戴建业喜欢数学，送了《初等代数》和《初等几何》两本书给他自学。一天，老师让他在黑板报上写诗，他找了三首诗抄到上面，老师同学看了之后款赞他的诗作写得好，并且登上了报纸，他不敢告诉别人这是抄的，只好老实学习作诗。1977年，戴建业参加高考，考入华中师范大学。他在旁边人的鼓噪之下报了中文系。面对中文系的枯燥无聊，他曾考虑重新读“数学”，在母亲“跳水塘”相逼之下作罢。1985年华中师范大学硕士毕业后，他回到华中师范大学中文系成了一名老师。由于普通话不好，学校曾一度考虑把他调入行政岗；也导致《百家讲坛》的机会错失。戴建业在华中师范大学教授古典文学，尤其是诗词，业余时间喜欢翻译英文随笔（essay）。

## 著作
- . 上海市: 上海文艺出版社. 2019年. ISBN 9787532172542.
- . 上海市: 上海文艺出版社. 2019年. ISBN 9787532172160.
- . 上海市: 上海文艺出版社. 2019年. ISBN 9787532172986.
- . 上海市: 上海文艺出版社. 2019年. ISBN 9787532172122.
- . 上海市: 上海文艺出版社. 2019年. ISBN 9787532172917.
- . 上海市: 上海文艺出版社. 2019年. ISBN 9787532172542.
- . 上海市: 上海文艺出版社. 2019年. ISBN 9787532172320.
- . 上海市: 上海文艺出版社. 2019年. ISBN 9787532172993.
- . 上海市: 上海文艺出版社. 2019年. ISBN 9787532171576.
- . 上海市: 上海文艺出版社. 2019年. ISBN 9787532172337.
- . 海南省海口市: 海南出版社. 2018年. ISBN 9787544361514.
- . 海南省海口市: 海南出版社. 2016年. ISBN 9787544363402.
- . 海南省海口市: 海南出版社. 2015年. ISBN 9787544359832.
- . 湖北省武汉市: 华中师范大学出版社. 2011年. ISBN 9787562249238.
- . 上海市: 上海古籍出版社. 2009年. ISBN 9787532554072.
- . 北京市: 中国城市出版社. 2008年. ISBN 9787507419573.
- . 上海市: 上海古籍出版社. 2006年. ISBN 9787532545605.

## 编著
- 张三夕; 戴建业. . 湖北省武汉市: 华中师范大学出版社. 2015年. ISBN 9787562270836.

## 家庭
戴建业的夫人患有肺癌，已经转移到了脑部，每个月需要医药费七八万。两人育有1个儿子。

## 得奖
- 2001年，《澄明之境--陶渊明新论》 获得湖北省人民政府“社会科学优秀成果”三等奖。
- 2012年，华中师范大学研究生首届“我心目中的好导师”第一名。
- 2016年，香港“明德教师奖”。